# Quistello
Quistello là một đô thị tại tỉnh Mantova trong vùng Lombardia của Italia, có vị trí cách khoảng 150 km về phía đông nam của Milano và khoảng 20 km về phía đông nam của Mantova. Tại thời điểm ngày 31 tháng 12 năm 2004, đô thị này có dân số 5.847 người và diện tích là 45,4 km².
Đô thị Quistello có các frazioni (các đơn vị trực thuộc, chủ yếu là các làng) Nuvolato, Santa Lucia, San Rocco, và Zambone (località).
Quistello giáp các đô thị: Concordia sulla Secchia, Moglia, Quingentole, San Benedetto Po, San Giacomo delle Segnate, San Giovanni del Dosso, Schivenoglia, Sustinente.